# Souhila Smaili
Souhila Smaili, née le 25 avril 1990, est une taekwondoïste algérienne.

## Carrière
Souhila Smaili est médaillée de bronze dans la catégorie des moins de 57 kg aux Championnats d'Afrique de taekwondo 2016 à Port-Saïd.